# Polialcohol
Un polialcohol o poliol (en anglès conegut com a sugar alcohol, polyalcohol, polyhydric alcohol o polyol, polyhydric alcohol, o polyalcohol) és una forma hidrogenada de carbohidrat, el grup carbonil dels quals (sucre reduït aldehid o cetona) ha estat reduït a un grup hidroxil primari o secundari (per això és un alcohol). Els polialcohols tenen la fórmula general {\displaystyle {\ce {H(HCHO)_{n +1}H}}}, mentre que els sucres tenen {\displaystyle {\ce {H(HCHO)_{n}HCO}}}. En productes alimentaris comercials els polialcohols es fan servir per substituir el sucre comú (sacarosa), sovint en combinació amb altres edulcorants artificials, ja que té poca dolçor. Entre aquests el xilitol és potser el més popular. Els polialcohols no ataquen les dents.
Alguns polialcohols molt usats són:
- Glicol (2-carbonis)
- Glicerol (3-carbonis)
- Eritritol (4-carbonis)
- Treitol (4-carbonis)
- Arabitol (5-carbonis)
- Xilitol (5-carbonis)
- Ribitol (5-carbonis)
- Manitol (6-carbonis)
- Sorbitol (6-carbonis)
- Dulcitol (6-carbonis)
- Iditol (6-carbonis)
- Isomalt (12-carbonis)
- Maltitol (12-carbonis)
- Lactitol (12-carbonis)
- Poliglicitol

Poden formar polialcohols tant els disacàrids com els monosacàrids; tanmateix els que són derivats de disacàrids (com el maltitol i el lactitol) no estan completament hidrogenats.
El polialcohol més simple, l'etilenglicol, és dolç però molt tòxic i es fa servir com a anticongelant.

## Polialcohols com additius alimentaris
| Nom                     | Dolçor relativa respecte a la sacarosa | Energia alimentària (kcal/g) | Dolçor per energia alimentària, respecte a la sacarosa |
| ----------------------- | -------------------------------------- | ---------------------------- | ------------------------------------------------------ |
| Arabitol                | 0,7                                    | 0,2                          | 14                                                     |
| Eritritol               | 0,812                                  | 0,213                        | 15                                                     |
| Glicerol                | 0,6                                    | 4,3                          | 0,56                                                   |
| HSH                     | 0,4–0,9                                | 3,0                          | 0,52–1,2                                               |
| Isomalt                 | 0,5                                    | 2,0                          | 1,0                                                    |
| Lactitol                | 0,4                                    | 2,0                          | 0,8                                                    |
| Maltitol                | 0,9                                    | 2,1                          | 1,7                                                    |
| Manitol                 | 0,5                                    | 1,6                          | 1,2                                                    |
| Sorbitol                | 0,6                                    | 2,6                          | 0,92                                                   |
| Xilitol                 | 1,0                                    | 2,4                          | 1,6                                                    |
| Comparat amb laSacarosa | 1,0                                    | 4,0                          | 1,0                                                    |

Com a grup els polialcohols no són tan dolços com la sacarosa i tenen menys energia alimentària. Com que el seu gust és similar al de la sacarosa, serveixen per emmascarar altres edulcorants artificials de gust no gaire plaent. Els polialcohols no són metabolitzats pels bacteris de la boca i per això no ataquen les dents. No es caramel·litzen amb l'escalfor.
Alguns polialcohols produeixen una sensació refrescant a la boca.
Són populars endolcidors entre els diabètics i en dietes baixes en carbohidrats. Però un consum excessiu pot provocar problemes intestinals amb l'excepció de l'eritritol, que és excretat sense canvis per l'orina.